# (20419) 1998 SE117
A (20419) 1998 SE117 a Naprendszer kisbolygóövében található aszteroida. A LINEAR projekt keretében fedezték fel 1998. szeptember 26-án.